# 루이즈 레드냅
루이즈 레드냅(Louise Redknapp, 1974년 11월 4일 ~ )은 잉글랜드의 가수, 작곡가이다. R&B 걸 그룹 이터널(Eternal)의 멤버였다. 1995년부터 솔로 활동을 시작했으며 , 1996년 솔로 데뷔 음반 Naked 를 발매했다.

## 음반 목록
- Naked (1996)
- Woman in Me (1997)
- Elbow Beach (2000)
- Heavy Love (2020)